# Neoscortechinia forbesii
Neoscortechinia forbesii är en törelväxtart som först beskrevs av Joseph Dalton Hooker, och fick sitt nu gällande namn av Spencer Le Marchant Moore. Neoscortechinia forbesii ingår i släktet Neoscortechinia och familjen törelväxter. Inga underarter finns listade i Catalogue of Life.